# Asociación de Profesionales de la Producción Audiovisual
La Asociación de Profesionales de la Producción Audiovisual (también conocida por su acrónimo APPA) es una entidad española sin ánimo de lucro que representa a los técnicos del sector audiovisual que trabajan en el departamento de producción. 
Integrada en su mayoría por directores, coordinadores y jefes de producción, entre sus objetivos principales destaca el promover, mantener y proteger el más alto nivel profesional en la organización de la producción audiovisual aceptando su Código Deontológico así como mejorar, homogeneizar, revisar y promover los métodos de trabajo de la producción audiovisual.
Heredera de la extinta Asociación de Directores de Producción Cinematográfica de España (ADPCE) fundada en 2003, en enero de 2008 pasó a constituirse como una asociación de profesionales de producción audiovisual ampliando su marco de actuación en respuesta a las necesidades actuales del sector audiovisual, integrando de esta manera tanto a profesionales provenientes del mundo de la televisión y de publicidad, además de los provenientes del mundo del cine ya existentes. 
El director de producción José Jaime Linares es su actual presidente.
Interlocutora habitual con las Administraciones Públicas y el resto de actores de la industria audiovisual española, desde 2020 forma parte de la Agrupación de Asociaciones del Audiovisual, la cual agrupa a más de una decena de asociaciones gremiales del audiovisual.